# Alexandre Lagoya
Alexandre Lagoya, né le 29 juin 1929 à Alexandrie (Égypte) et mort le 24 août 1999 à Paris 10e, est un guitariste français.

## Biographie

### Vie privée

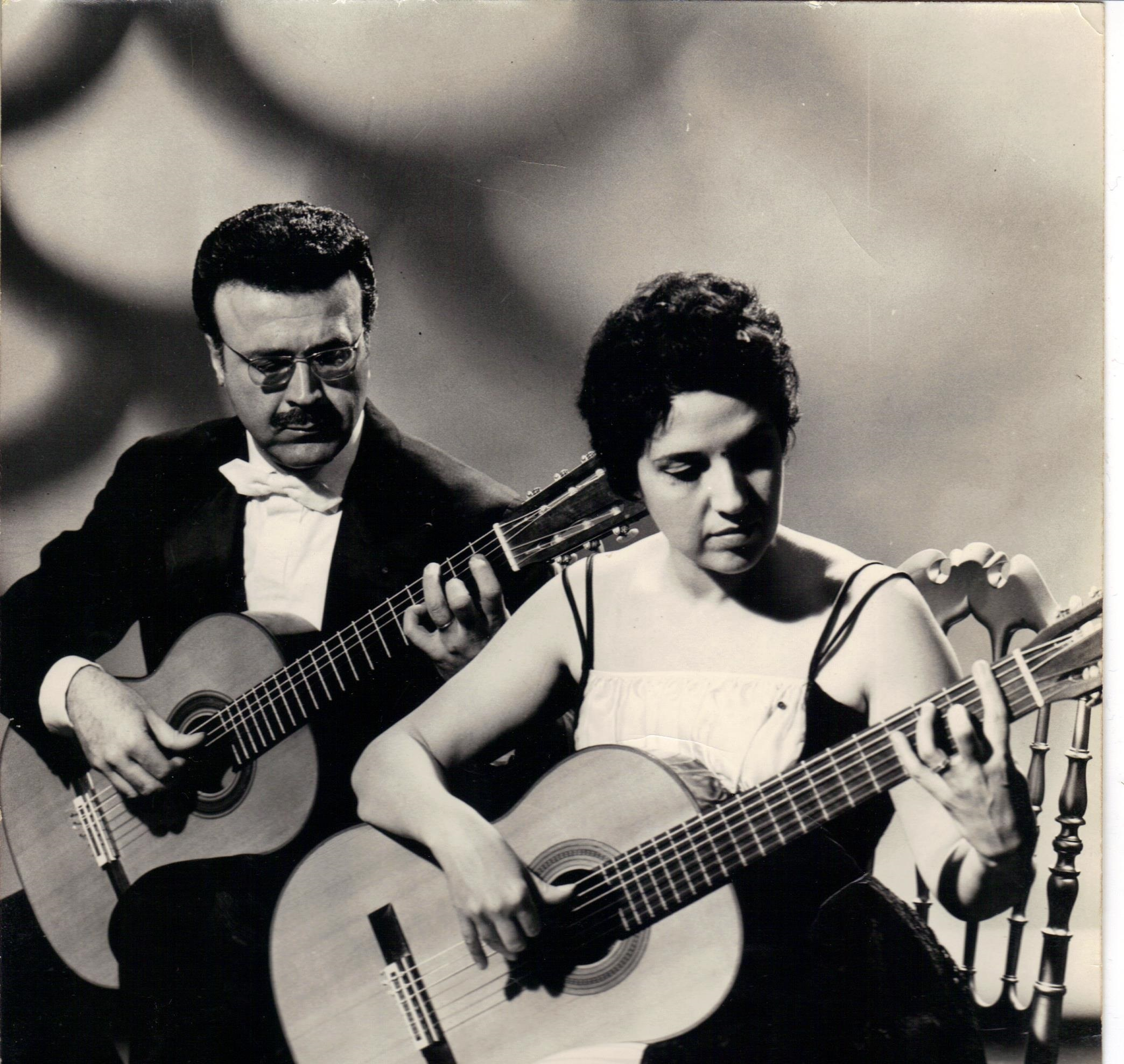
Ida Presti et Alexandre Lagoya.

Alexandre Lagoya naît d’un père grec et d’une mère italienne installés en Égypte. Il commence la pratique de la guitare à l’âge de sept ans et donne son premier concert à treize ans : il devient connu au Moyen-Orient. À vingt ans, il se rend à Paris pour parfaire ses connaissances musicales ; il rencontre la guitariste Ida Presti qu'il épouse en 1952 et avec laquelle il forme le duo Presti-Lagoya qui va devenir l'un des plus grands duos de guitare du XXe siècle, de 1950 jusqu’à la mort prématurée d'Ida Presti en 1967.
Sa carrière s'interrompt alors. Cinq ans plus tard, il entame une intense carrière en solo, avec de nombreux concerts et enregistrements.
Il est inhumé au cimetière de Montmorency (Val-d'Oise).

### Pédagogue
Alexandre Lagoya est le fondateur de la classe de guitare à la Schola Cantorum puis au Conservatoire national supérieur de musique de Paris où il enseigne entre 1969 et 1994 et, à ce titre, forme de nombreux guitaristes tels que : , Yvon Demillac, Emmanuel Rossfelder, Nelly Decamp, Olivier Chassain, Aaron Skitri, Pascal Parnet Feugueur, Simon Schembri, Pierre Estève, Christophe Paillet, Christophe Neuhauser, Christian de Chabot et Laurent Blanquart. 

## Quelques-unes de ses œuvres

### Transcriptions pour guitare solo
- Gavotte II de la Suite pour violoncelle no 6 en Ré majeur, BWV 1012 de Jean-Sébastien Bach
- Sarabande de la suite no 11 de Georg Friedrich Haendel
- Tango de la suite españa opus 165 d'Isaac Albéniz
- Sonate K.322 de Domenico Scarlatti

### Transcriptions pour deux guitares
Jean-Sébastien Bach
- Suite anglaise no 2 BWV 807
- Suite anglaise no 3 BWV 808
- Suite française no 5 BWV 816
- Prélude et fugue BWV 847
- Prélude et fugue BWV 862
- Prélude et fugue BWV 881
- Prélude BWV 928

Georg Friedrich Haendel
- Chaconne HWV 435
- Allegro HWV 432

Domenico Scarlatti
- Sonate K 4
- Sonate K 87
- Sonate K 96
- Sonate K 159
- Sonate K 173
- Sonate K 380

### Compositions
- Caprice (1959)
- Rêverie (1959)
- 6 Études

### Pièces dédiées à Alexandre Lagoya
- Tríptico - Joaquín Rodrigo (1978)[4]

## Enregistrements
- Recital d'Ida Presti et Alexandre Lagoya donné au Festival d'Aix en Provence, le 2 août 1956.